# النا گورولووا
النا گورولووا (انگلیسی: Elena Gorolová؛ زادهٔ ۲ ژانویهٔ ۱۹۶۹) فعال حقوق بشر اهل جمهوری چک است.
وی همچنین برندهٔ جوایزی همچون ۱۰۰ زن بی‌بی‌سی شده‌است.